# Chuckie Keeton
Charles Adam Keeton IV (Houston, Texas, 1993. június 15. –) amerikai amerikaifutball-játékos és -edző, 2025-től a New England Patriots edzőhelyettese. Korábban a Utah State Aggies játékosa volt.

## Játékosként
2011 és 2015 között quarterbackként játszott; 2012-ben az All-WAC csapat tagja lett. 2013 és 2015 között sérülések miatt csak néhányszor lépett pályára.

## Edzőként
2016-ban az Oregon State Beavers, 2018-ban a Utah State Aggies, 2019-ben pedig a Texas Tech Red Raiders edzőhelyettese lett.
2021-ben újra az Aggies munkatársa, majd 2023-tól a Marshall Thundering Herd támadójáték-elemzője lett. 2024-ben a Montana State Bobcats és a Seattle Seahawks munkatársa volt.
2025. február 5-én a New England Patriots támadóedzőjévé nevezték ki.

## Fordítás
- Ez a szócikk részben vagy egészben  a   Chuckie Keeton című angol Wikipédia-szócikk ezen változatának fordításán alapul.  Az eredeti cikk szerkesztőit annak laptörténete sorolja fel. Ez a jelzés csupán a megfogalmazás eredetét és a szerzői jogokat jelzi, nem szolgál a cikkben szereplő információk forrásmegjelöléseként.